# حسینیه تلک‌آباد
حسینیه تلک آباد مربوط به دوره قاجار است و در شهرستان اردستان، بخش زواره، دهستان ریگستان، روستای تلک آبد، خیابان اصلی حسینیه واقع شده و این اثر در تاریخ ۲۲ آبان ۱۳۸۶ با شمارهٔ ثبت ۱۹۸۶۰ به‌عنوان یکی از آثار ملی ایران به ثبت رسیده است.